# Poděbradská Dantanoráma
Poděbradská Dantanoráma – zbiór 46 drobnych rzeźb francuskiego karykaturzysty Jeana-Pierre'a Dantana (1800-1869) pozostający w kolekcji Muzeum Okręgowego w Podiebradach.
Rzeźby są średnio wysokości 30 centymetrów i pochodzą z pierwszej połowy XIX wieku. Ujednolicone stylowo dzieła przedstawiają znane postacie kultury francuskiej i europejskiej, do których należą m.in.: Gioacchino Rossini, Alexandre Dumas, Honoré de Balzac, Ferenc Liszt, czy Niccolò Paganini. W 2023 kolekcji poświęcono osobną wystawę.